# LOOP Fitness
 Der er for få eller ingen kildehenvisninger i denne artikel, hvilket er et problem. Du kan hjælpe ved at angive troværdige kilder til de påstande, som fremføres i artiklen.

LOOP Fitness er en dansk franchisekæde med fitnesscentre over hele landet. Hovedkontoret ligger i Aalborg.

## Historie
LOOP Fitness åbnede i december 2006 det første center i Viborg under navnet LOOP Cirkeltræning. Efterfølgende åbnedes cirka fem nye centre hvert år. I 2016 havde kæden 53 centre fordelt over hele landet, hvilket, ifølge Idrættens Analyseinstitut, gjorden kæden til branchens næststørste, kun overgået af Fitness World med 153 centre, men lige foran Fitness dk der havde 45. Medio 2020 er antallet af centre steget til 127.[kilde mangler]
LOOP Fitness findes også i Spanien.

## Konceptet
LOOPs træningskoncept bygger på højintensiv intervaltræning (en) og cirkeltræning. Ideen er at man kan kommer igennem alle kroppens store muskelgrupper på 24 minutter. I ca. halvdelen af kædens centre er der også træning for børn mellem 8 og 14 år. Børnene træner i maskiner, som er særligt udviklet til deres størrelse og endnu ikke færdigudviklede fysik.

## Organisering
Hvert LOOP center ejes af en franchisetager, der står for den daglige drift. Ligeledes har hvert center en daglig leder ansat, som alle er uddannede instruktører. LOOP A/S står for at brande og markedsføre kæden samt supporterer den daglige drift og udvikling. LOOP A/S har hovedkontor i Aalborg.